# Хоннеф, Клаус
Клаус Хоннеф (нем. Klaus Honnef; род. 14 октября 1939, Тильзит) — немецкий историк искусства и художественный критик.

## Жизнь
Клаус Хоннеф родился 14 октября 1939 года в восточно-прусском городе Тильзите, немецкий искусствовед, критик искусства и теоретик художественной фотографии. Он является автором многочисленных книг  по современной живописи и фотографии.
После окончания средней школы имени императора Карла в Аахене в 1960 году, он изучал с 1960 по 1965 годы социологию и историю в  Кёльнском университете.
Уже во время его учёбы он работал как свободный кинокритик, театральный критик и художественный критик для «Аахенских новостей», «Кёльнского обозрения» и «Новостей Дюссельдорфа».  В 1965 году он был редактором и главой ведомства по  культуре в издании „Аахенских новостей“, наряду с этим он руководил с 1968 по 1970 годы „Центром актуального искусства” в Аахене. Там он организовывал в 1969 году одну из первой выставок, знакомящих горожан с произведениями Герхарда Рихтера.
С 1970 по 1974 годы Хоннеф работал  коммерческим директором Вестфальского художественного союза в Мюнстере.  В это время он в качестве прогрессивного проекта организовывает персональные выставки Лоуренса Вайнера, Зигмара Польке и Йорга Иммендорффа. С 1974 по 1999 годы Клаус являлся выставочным руководителем Рейнского земельного музея Бонна, отвечая за отделение «Фотография».  Художественную силу изобразительного искусства, его колоссальное влияние на развитие общественных отношений Хоннеф сумел передать посредством ретроспективной фотовыставки (где были представлены все 150 лет существования этого вида искусства). В 1980 году Хоннеф был приглашен как нештатный профессор для преподавания теории фотографии в высшее художественное училище Касселя. С 1986 по 2004 годы работал профессором в университетах Трира, Кёльна, института изобразительных искусств в Брауншвейге. С 2004 по 2009 годы Хоннеф был учебно-уполномоченным в университете Вупперталя. С 1998 по 2008 годы Клаус выступает вице-президентом немецкого отделения Международного союза художественной критики (AICA). Он также является соучредителем «Общества фотоархива» в Бонне, где с 2002 года, к тому же занимает пост председателя. С 2000 года Хоннеф свободный куратор выставок и художественный критик для изданий „Die Welt“, „Kunstzeitung“, „EIKON, он работает для различных международных журналов по фотографии, а также «Критического словаря современного искусства». В Кёльнском издательстве на немецком и английском языках выпущен сборник «Искусство 20 века», где Хоннеф выступает одним из главных авторов.

## Награды
•	1988:  Орден Рыцарь Искусства и Письма Франции
•	2011: Культурная награда  Немецкого общества по Фотографии

## Организатор выставок
Вестфальское культурное сообщество
•	1973: Лоуренс Вейнер;  1953-1973
•	1971: Руна Милдс; Ханне Дарбовен
Рейнский Краеведческий Музей
•	1995: Аксель Коттедж, Пейзаж
•	1979: В Германии. Аспекты настоящий документальной фотографии.
•	1977: Liselotte Strelow: Портреты 1933-1972
•	1976: Карл Blossfeldt: Фотографии 1900-1932
•	1976: 200 лет американской живописи, 1776-1976
•	1975: Бернд и Хилла Бехер: Фотографии 1957 по 1975
Передвижная выставка для МИДа
•	1985: Промежуточные Результаты: Новая Немецкая Живопись. Новая галерея в музей, Грац; музей вилла штук, Мюнхен,; Рейнский краеведческий музей, Бонн и в форуме актуального искусства, Инсбрук

## Работы
•	Concept art. Phaidon Verlag, 1971, ISBN 3-87635-035-2.
•	Wege zur Kunstkritik. Texte zwischen Theorie und Künstlerlob. Steinmeier, Deiningen 1999, ISBN 3-9805962-5-7
•	Nichts als Kunst... Schriften zur Kunst und Fotografie. DuMont, Köln 1999, ISBN 3-7701-3611-X.
•	Поп-Арт. Поп-арт — это сокращенный вариант словосочетания «популярное искусство» (popular art).
•	Энди Уорхол 1928-1987. От коммерции к искусству.  Клаус Хоннеф в книге «Уорхол. От коммерции к искусству» поэтапно описывает творческий путь Энди Уорхолла, начиная с его переезда в Нью-Йорк, работами в рекламе, заканчивая созданием собственного стиля, поп-арта, и интерпретацией его творчества.
•       Kunstkritik heute. Texte zwiwchen Wertung und Werbung. Steinmeier, Deiningen 2008, ISBN 978-3-939777-39-7.